# Piper pedicellosum
Piper pedicellosum är en pepparväxtart som beskrevs av Nathaniel Wallich. Piper pedicellosum ingår i släktet Piper och familjen pepparväxter. Inga underarter finns listade i Catalogue of Life.